# Maemo
Maemo és una plataforma de desenvolupament per a dispositius mòbils. Va ser desenvolupada inicialment per Nokia i després passada a la Fundació Hildon, per a ser utilitzada en telèfons intel·ligents i tauletes tàctils.
Diferents versions s'han fet servir a diferents aparells de Nokia, en concret al Nokia 770 Internet Tablet, al Nokia N800, al Nokia N810 i al Nokia N900.
Maemo depèn dels components següents:
| Hildon          |      |       |
| Qt              | GTK+ | D-Bus |
| X Window System |      |       |
| Debian          |      |       |
| GNU/Linux       |      |       |

El desenvolupament d'aplicacions funcionava a partir del sistema ScratchBox.
Després de l'adquisició per part de Nokia de Trolltech, l'empresa darrere de Qt, Maemo ha començat a desenvolupar-se amb aquestes biblioteques mentre que amb GTK+ s'ha continuat des de la comunitat.